# 佐賀機場
佐賀機場（日语：／ Saga kūkō */?）是位於佐賀縣佐賀市的一个机场，根據日本《空港法》被分成第三種機場。設有愛稱「有明佐賀機場」。

## 歷史
- 1998年7月18日：機場啟用。

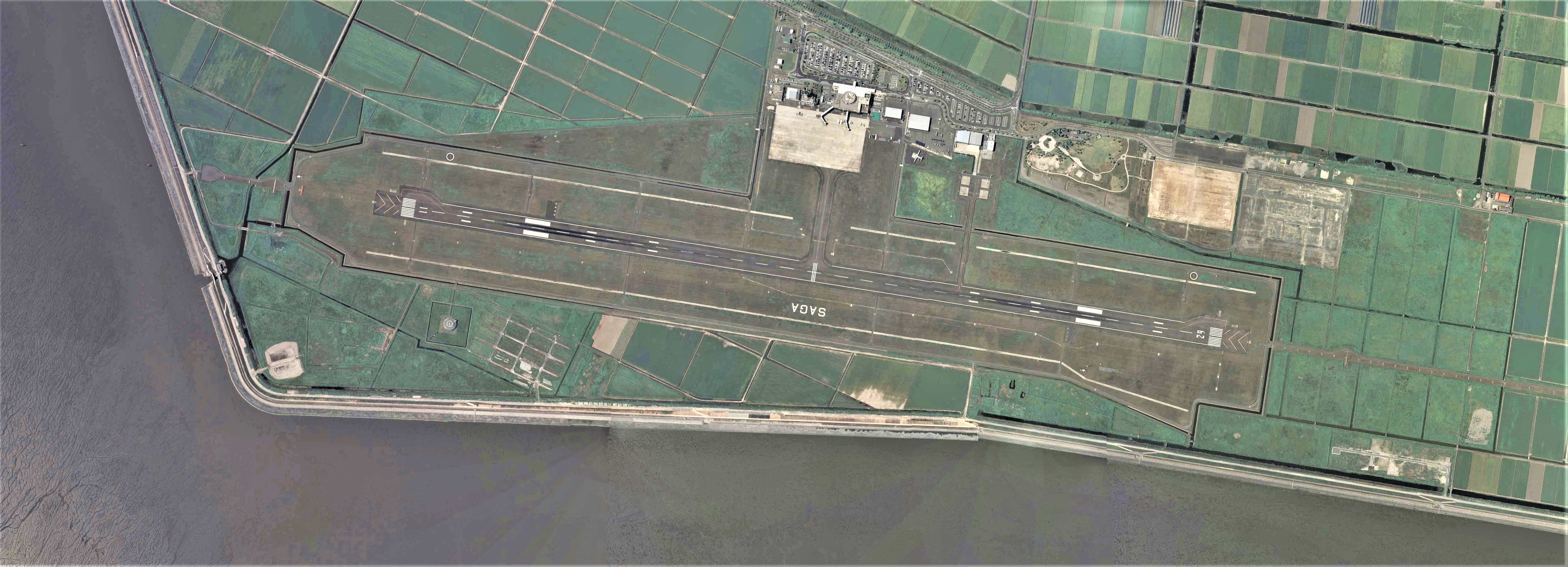
佐賀機場航拍照

- 2000年7月：前往東京國際機場夜間航班开始。
- 2001年9月1日：日本佳速航空停止前往大阪國際機場的航班。
- 2002年11月1日：往大阪國際機場航班增加班次(1日2往返)。
- 2003年2月1日：往名古屋機場航班休止。
- 2004年7月8日：前往東京國際機場的货运航班开始。
- 2005年10月1日：往東京國際機場航班增加班次(1日3往返)。
- 2006年2月24日：前往中部國際機場的货运航班开始。
- 2006年8月1日：前往中部國際機場的國際貨物運輸開始。
- 2008年1月7日：前往關西國際機場的夜間貨物航班开始。(往中部國際機場線路改变)
- 2008年7月1日：前往東京國際機場和關西國際機場夜間貨物航班停開。
- 2008年11月1日：往東京國際機場航班增加班次(1日4往返)。

## 航空公司與航點

### 客運
| 航空公司         | 目的地    |
| ---------------- | --------- |
| 全日本空輸（NH） | 東京-羽田 |
| 德威航空（TW）   | 首爾-仁川 |
| 台灣虎航（IT）   | 臺北-桃園 |
| 春秋航空（9C）   | 上海-浦東 |

### 貨運
| 航空公司         | 目的地    |
| ---------------- | --------- |
| 全日本空輸（NH） | 東京-羽田 |

## 機場內設施

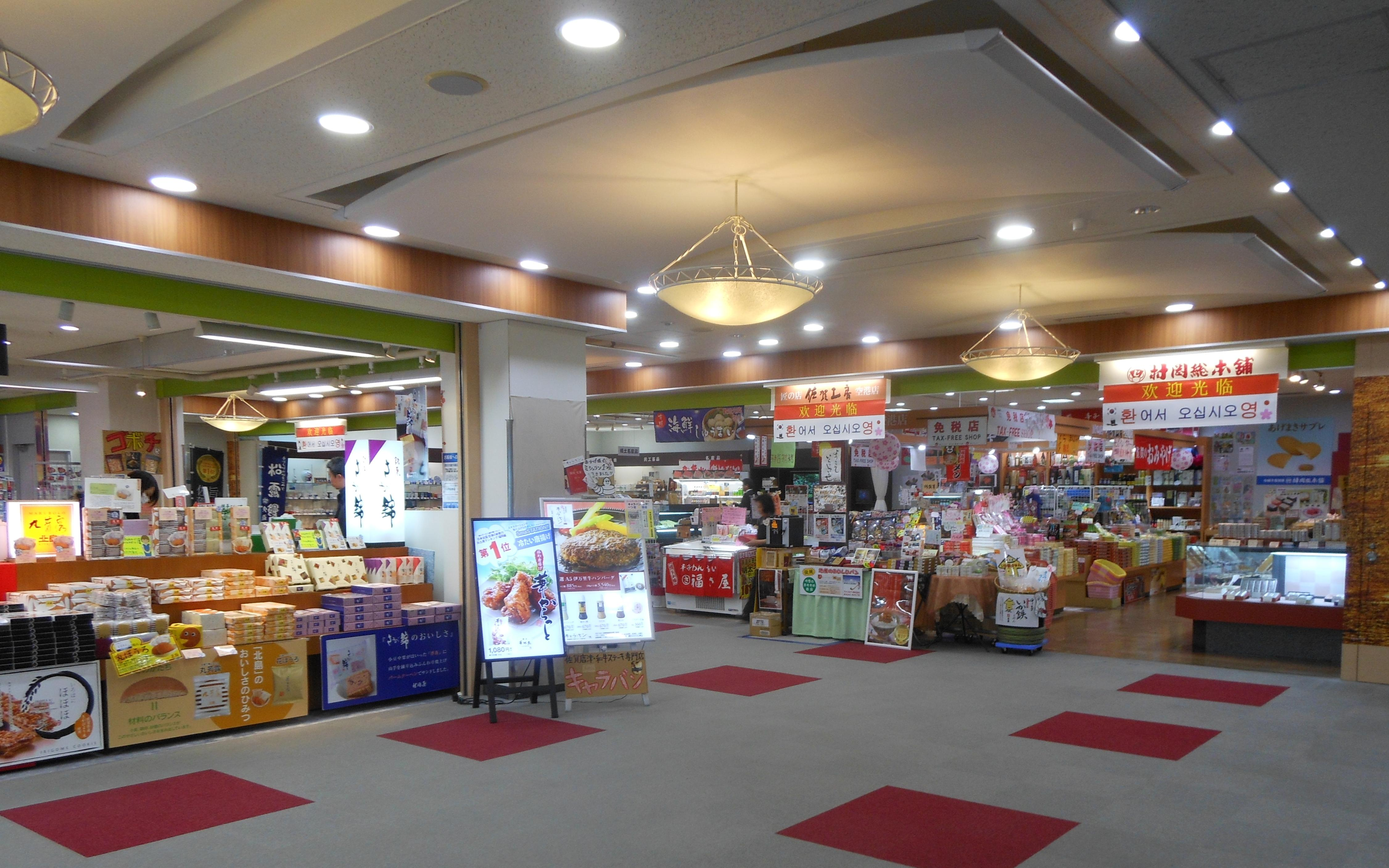

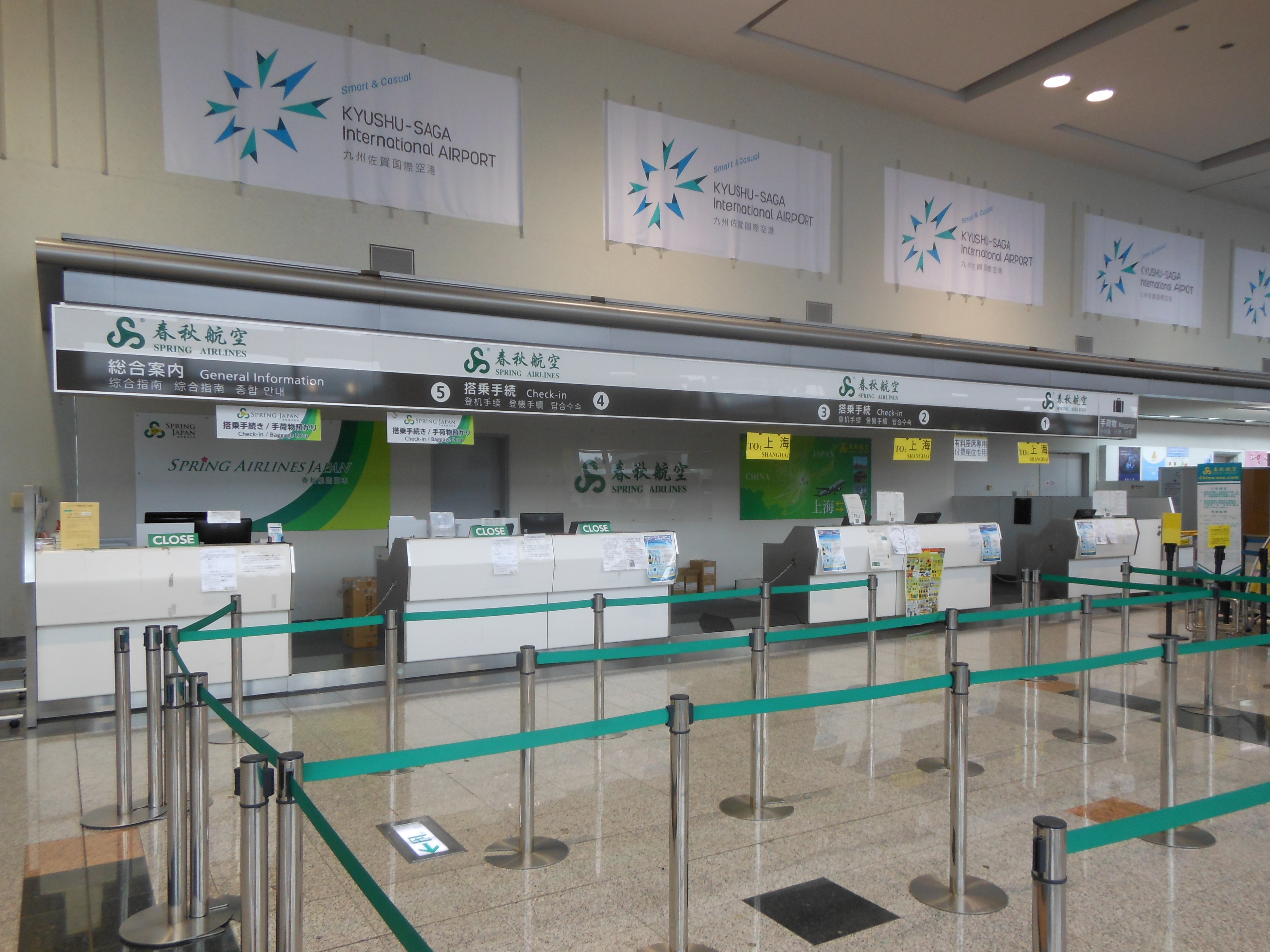

- 諸富警察署佐賀機場警備辦事處
- 餐館
- ATM
- 出賃汽車
- WLAN互聯網連接服務

## 如何前往
- 由長崎自動車道佐賀大和高速公路出入口使用出租汽車至佐賀機場要40分鐘。

## 交通
- 停車場是免費的，可以停放700辆车。

## 事故
- 2007年10月5日：一架由中華航空執行包機飛行任務的航班，該班機目的地為台灣桃園國際機場，在起飛階段由於空速表失效，導致機長判斷數值錯誤，過晚拉起機首而衝過跑道，雖然起飛成功了，但破壞了跑道子明燈1盞。

## 外部連結
- 官方网站
- 佐賀機場（页面存档备份，存于）（日語）
- 九州國際機場招徠期成會（页面存档备份，存于）（日語）